# Peter II van Sicilië
Peter II van Sicilië (1304 - Calascibetta, 15 augustus 1342) was de oudste zoon van koning Frederik II van Sicilië en Eleonora van Anjou. Hij regeerde na zijn vaders dood tussen 1337 en 1342 als koning van Sicilië.

## Biografie
Peter van Sicilië werd op tienjarige leeftijd door het Siciliaanse parlement erkend als de erfgenaam van Frederik II. De vijfjarige regering van Peter II werd gedomineerd door een strijd tussen de kroon en verschillende oude Siciliaanse families. Dit werd in 1340 beslecht toen Peter II het regentschap van het koninkrijk Sicilië toekende aan zijn jongere broer Jan van Athene. Ook voerde Peter II oorlog met het koninkrijk Napels. Zo werden tijdens de oorlog de Eolische Eilanden en de steden Milazzo en Termini Imerese veroverd door de Napolitanen. Na een kort ziekbed overleed hij op 15 augustus 1342. Hij werd opgevolgd door zijn vijfjarige zoon Lodewijk.

## Huwelijk en kinderen
Hij huwde op 23 april 1322 met Elisabeth van Karinthië, een dochter van graaf Otto III van Karinthië en Euphemia van Silezië (1281-1347), dochter van hertog Hendrik V van Silezië. Hij kreeg samen met haar negen kinderen:
- Constance (1324-1355), regentes van Sicilië
- Eleonora (1325-1375), gehuwd met Peter IV van Aragon
- Beatrix (1326-1365), gehuwd met Ruprecht II van de Palts
- Euphemia (1330-1359), regentes van Sicilië
- Violante (1334), jong overleden
- Lodewijk (1338-1355), opvolger van zijn vader
- Frederik (1341-1377), opvolger van zijn broer Lodewijk
- Jan (1342-1353)
- Blanca (1342-1373), gehuwd met Johan I van Empúries

- Gemeinsame Normdatei: 139539190
- Virtual International Authority File: 88070193